# Im Land des Zauberers von Oz
Im Land des Zauberers von Oz (jap. オズの魔法使い, Ozu no Mahōtsukai, dt. „Der Zauberer von Oz“) ist eine japanische Anime-Fernsehserie, die 1984 produziert wurde. Die Geschichte basiert auf dem Buch Der Zauberer von Oz und Nachfolgern von Lyman Frank Baum. 1982, aber unabhängig von der Fernsehserie, entstand in Japan der Anime-Film Oz no Mahōtsukai (The Wizard of Oz) von Fumihiko Takayama.

## Handlung
Die ersten 17 Folgen orientieren sich an dem ersten Buch Der Zauberer von Oz von Lyman Frank Baum. Folge 18 bis 30 an dem Buch Im Reich des Zauberers Oz, Folge 31 bis 41 an dem Buch Prinzessin Ozma von Oz und Folge 42 bis 52 an dem Buch Dorothy in der Smaragdenstadt. Die Serie wurde leicht zum Original verändert und um weitere Abenteuer erweitert.
Nach einem heftigen Wirbelsturm wird das Waisenkind Dorothy mit seinem Hund Toto in ein Land hinter dem Regenbogen gewirbelt. Bald findet sie heraus, dass ihr nur der Zauberer von Oz helfen kann, wieder nach Hause zu finden. Da dieser allerdings in der Stadt der Smaragde lebt, hat sie einen lang Weg vor sich. Auf ihrem Weg begegnet sie einer Vogelscheuche, einem Zinnmann und einem Löwen, die sie auf ihrem Weg begleiten. Auch sie haben Wünsche an den Zauberer. So wünscht sich der Zinnmann ein Herz, die Vogelscheuche einen Verstand und der Löwe Mut.

## Produktion und Veröffentlichung
Die Serie wurde 1984 in Japan bei Panmedia produziert. Dabei sind 52 Folgen entstanden, Regie führten Hiroshi Saitō und Masaru Tonogouchi. Das Charakterdesign entwarf Shūichi Seki und der verantwortliche Produzent war Tetsurō Kumase.  
Da der Sender NHK, der die Serie in Auftrag gegeben hatte, sie nicht mehr senden wollte, wurde sie erst zwei Jahre später ab dem 6. Oktober 1986 von Tokyo 12 und TV Tokyo gezeigt. Dabei wurden die letzten beiden Folgen zu einer einzigen, langen Folge zusammengelegt. Parallel erschien die Serie auf Videokassetten, wobei je 90 Minuten zusammengeschnitten wurden. Die Fassung erschien auch noch vor der japanischen Fernsehausstrahlung in den USA auf Kaufmedien. Die deutsche Erstausstrahlung erfolgte 1997 auf RTL II. Der Anime wurde auch im französischen, italienischen, spanischen, niederländischen, polnischen und philippinischen Fernsehen gezeigt.

### Synchronisation
| Rolle               | japanischer Sprecher (Seiyū) | deutscher Sprecher    |
| ------------------- | ---------------------------- | --------------------- |
| Dorothy Gale        | Sumi Shimamoto               | Stephanie Damare      |
| Vogelscheuche       | Yoshito Yasuhara             | Jens Wawrczeck        |
| Zinnmann            | Takuzou Kamiyama             | Andreas von der Meden |
| Löwe                | Ichirō Nagai                 | Ben Hecker            |
| Tante Emmy          | Haruko Kitahama              | Uschi Vogel           |
| Hexe des Nordens    |                              | Verena Wiet           |
| Hexe des Westens    | Hisako Kyouda                |                       |
| Hexe des Ostens     | Masako Nozawa                |                       |
| Hexe des Südens     | Aiko Konoshima               |                       |
| Tick Tack           | Yuuji Mitsuya                | Achim Schülke         |
| Ginger              | Runa Akiyama                 | Reinhilt Schneider    |
| Tip                 | Masako Nozawa                | Daniela Reidies       |
| Prinzessin Langudia | Harumi Ichiryuusai           | Monika Barth          |
| Kürbisjunge         | Kazuyo Aoki                  | Marek Harloff         |
| Mutter Momby        | Chie Kitagawa                | Hildegard Krekel      |
| Zauberer von Oz     | Tadao Futami                 | Wolf Rahtjen          |

### Musik
Die Musik in der Serie stammt von K. S. Yoshimura. Die Vorspannlieder sind:
- Searching for a Dream von the Parachute Club
- Fancy Girl von Satoko Yamano
- Listen to Your Heart von the Parachute Club
- Fancy Girl (New Instrumental Theme) von  K.S. Yoshimura and Takao Naoi
- Taste the Rain von the Parachute Club
- Close Your Eyes von the Parachute Club

Der Abspann wurde unterlegt mit dem Lied Mahō no Crayon von Kumiko Osugi und Ema Osugi.

## Episodenliste
| Nr. | deutscher Titel                    | Nr. | deutscher Titel                    |
| --- | ---------------------------------- | --- | ---------------------------------- |
| 1   | Der Wirbelsturm                    | 27  | Ozma, das Findelkind               |
| 2   | Freundschaft mit der Vogelscheuche | 28  | Eine feurige Rede                  |
| 3   | Der Zinnmann                       | 29  | Die Rosenbrosche                   |
| 4   | Die Kalidahs                       | 30  | Das Geheimnis um Ozma              |
| 5   | Die bösen Blumen                   | 31  | Tik Tak, der räuberische Roboter   |
| 6   | Die Stadt der Smaragde             | 32  | Langudia, die launische Prinzessin |
| 7   | Die böse Hexe des Westens          | 33  | In der Wüste                       |
| 8   | Angriff der Krähen                 | 34  | Die Geisterstadt                   |
| 9   | Gefangen!                          | 35  | Die Menschen-Felsen                |
| 10  | Die Macht des Wassers              | 36  | Der Fluch                          |
| 11  | Das Geheimnis um den Zauberhut     | 37  | Im Zauberraum des Gnomenkönigs     |
| 12  | Das Spinnenungeheuer               | 38  | Des Prinzen Erlösung               |
| 13  | Der falsche Zauber                 | 39  | Gegen den Lavastrom                |
| 14  | Fast am Ziel                       | 40  | Der rettende Fluss                 |
| 15  | Das Tal aus Porzellan              | 41  | Ein böser Plan                     |
| 16  | Im Lavon rinth der Gnome           | 42  | Der Steinfresser                   |
| 17  | Wieder daheim                      | 43  | Das Smaragdzimmer                  |
| 18  | Sehnsucht                          | 44  | Eine Welt ganz aus Papier          |
| 19  | Der Kürbisjunge                    | 45  | Froschkopf, der Eierfresser        |
| 20  | Das Holzpferdchen                  | 46  | Die Quelle des Vergessens          |
| 21  | Die Mädchenarmee                   | 47  | Der Steinfresser beißt auf Eisen   |
| 22  | Nieder mit König Vogelscheuche     | 48  | Der Angriff der Gnome              |
| 23  | Gefährliche Sonnenblumen           | 49  | Die Krönung                        |
| 24  | Das trügerische Feuer              | 50  | Geheimwaffe „Ei“                   |
| 25  | Gampu, der Flug-Elch               | 51  | Mit letzter Kraft                  |
| 26  | Der Drachenritt                    | 52  | Ende gut, alles gut                |